# 聟島

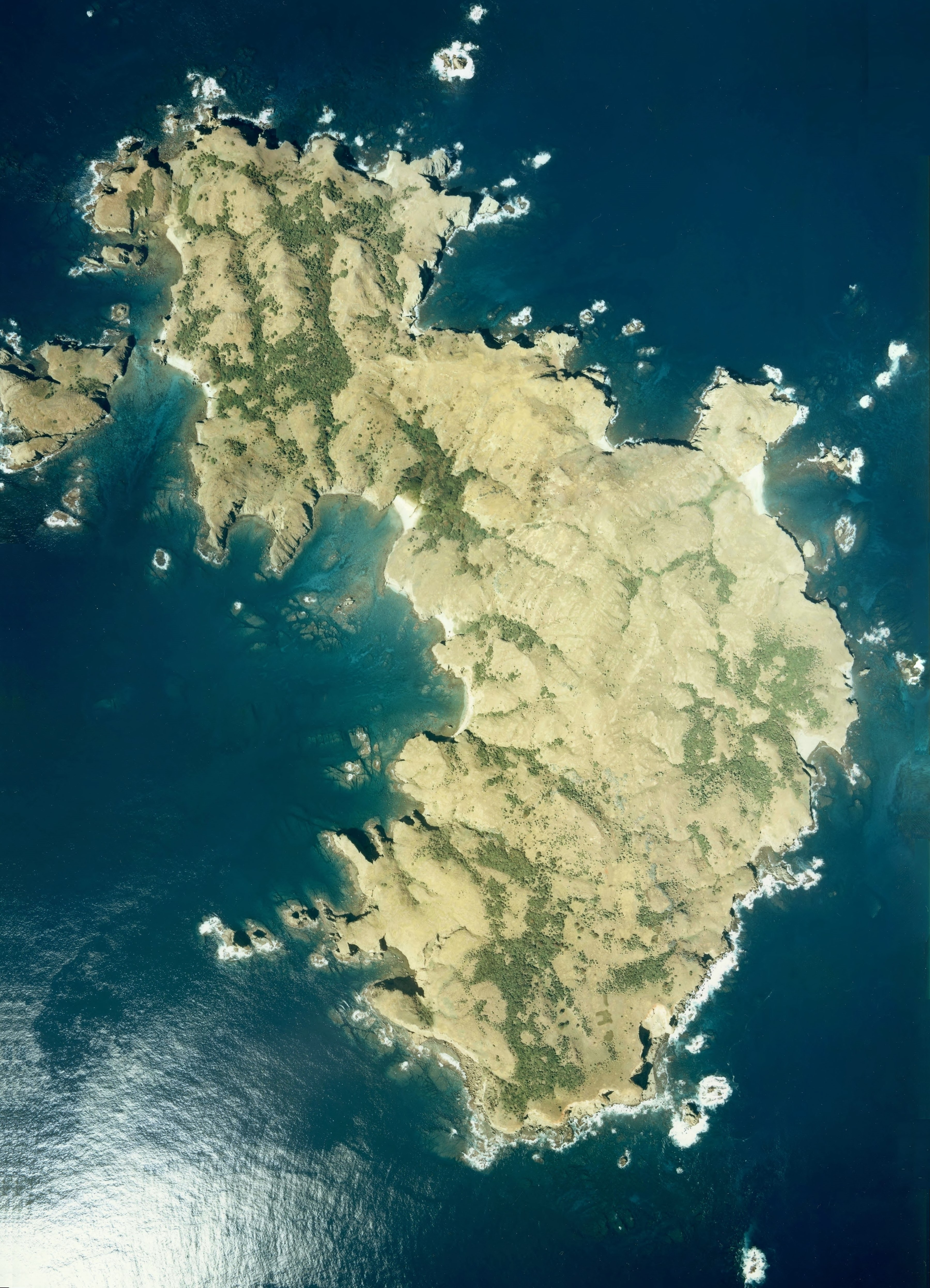
聟島的空照圖。拍摄空照圖时（1978年），与上图相比裸地比较明显。
。

聟島（日语：／ Muko-jima）是日本東京都小笠原村所管轄的無人島，也是小笠原群島北邊聟島列島的主島。又名婿島、平島等。面積為2.57平方公里。從父島搭船到該島需要大約2小時。該島東南約5公里為媒島。

## 概述
1881年就有2個移民遷入該島，1905年的調査中已經有村莊出現，總人口25人。放牧牛羊和栽種番薯為當時的主要產業，後期則是種植甘蔗和發展製糖業。然而，第一次世界大戰後砂糖的價格暴跌，使得多數居民離開該島，之後島上的少數居民從事放牧業為生。1944年時該島已經是無人島。目前還保留開拓者岩崎龜五郎的墓。
目前該島是觀光景點，一年有數百人登陸。

## 地理
最高峰是該島東部的大山（88m）。西部有象頭山和聟島小富士，本島海邊西側有聟島鳥島。中部南側的南海岸是登陆地點。

## 自然階段
無人島化後山羊大量增殖，90年代開始驅除，今已成功根绝。而目前正在驅除島上的外來種黑鼠、銀合歡、華箬竹屬，这些驅除和保護造就了原有的植物及昆虫復甦的機會。

### 信天翁棲息地形成計畫
由於短尾信天翁的棲息地鳥島有被島上的活火山破壞棲息地的可能性，因此从2006年开始就在聟島规划新的信天翁棲息地。
計畫的5年内，从鳥島产出的信天翁幼鸟被运送到聟島育养，使幼鸟认为聟島是棲息地。同时用成鸟的模型诱引島上的幼鸟，并放假卵促使成鸟回来产卵。5年内有70只移送到聟島，死了1只其余69只离巢。2012年离巢的14只中有6只装有发送器，目前还在追踪調査。
2011年开始将人工育养的个体进行「归乡」，随后在2011年5月时飞回7只，截至2012年12月，2008年和2009年離巢的25只中有12只飞回。
2012年12月，NHK的照相機確認到其中一對產卵，但是蛋並無孵化。2013年12月13日，2012年産卵的那一對於去年同個場所再次產卵，宣布預計會在2014年1月12日孵化。預定孵化日時山階鳥類研究所的研究員進行现场调查，發現牠們的無精卵發生了腐敗現象。同年從媒島移送到聟島的個体與鳥島的個体通過配對繁殖。
2015年1月下旬，除已設置的成鸟模型外，還設置10個出生30天的幼鳥模型。
2016年1月15日，宣布在島上西北部首次發現信天翁幼鳥，是聟島首次成功孵化幼鳥的案例。該信天翁的父親是之前2012年筑巢的雄性個体，母親則是野生個体。5月14日幼鳥成長的相當顺利且確認离巢。2017年聟島的繁殖成功，幼鳥离巢。2018年同樣確認繁殖成功，也確認了正在交配的還有以前媒島移送到聟島的個體。。

## 外部連結
- NHKスペシャル｜小笠原の海にはばたけ～アホウドリ移住計画